# 王華湘家族
王華湘家族，祖籍江西南昌，由王華湘在香港以電子業起家，發展為兩間上市公司王氏國際及王氏港建由家族成員持有。

## 歷史
1950年代王華湘從家鄉南昌遷至香港創業，1960年代以生產電子零件的山寨廠起家，其後先後創立王氏國際及王氏港建，1980年代兩公司先後在香港交易所上市。王華湘逝世後，後人分家，王氏國際及王氏港建分別由四子王忠秣及次子王忠桐掌控。

## 家族成員
王華湘的夫人是余家潔，他們有王忠椏、王忠桐、王忠梴、王忠秣四名兒子，及王忠椒、王忠恩兩名女兒。
- 王忠椏的夫人是陸潔貞。他們有一名女兒王賢詠。[4]
  - 王賢詠，20歲結婚，育有一子一女。她愛好攝影，曾辦個人影展。[4][5][6][7]
- 王忠桐，BBS，是王氏港建主席、2000年度東華三院主席[8]，他的夫人是胡麗明[9]。他們有一名兒子王賢誌，及王賢慧、王賢德兩名女兒。
  - 王賢誌[10]，BBS，是前電視藝員、現任王氏港建執行董事、2018年度東華三院主席[8]），他的配偶是同性配偶周思聰。[11]
  - 王賢慧，婚後多稱張王賢慧[9]，是東華三院2006/2007年度總理，他的夫婿張瑞燊是王氏港建管理層。[12]
  - 王賢德[9]的夫婿是新興紙品廠主席陳鐵生之幼子陳志堅。[13]

- 王忠梴[14][15]的夫人是胡倩明，她曾任東華三院總理[16]。
- 王忠秣，MH，是王氏國際主席、2000-2001年度仁濟醫院主席[17]，他的夫人是呂珍娣。[18]
  - 王賢敏[19][18]
  - 王賢訊，MH，原名王賢信[20]，是2019-2020年度仁濟醫院主席[17]，2023年參加歌唱比賽《中年好聲音2》[21][22]。他的夫人是朱穎詩[4][23]
- 王忠椒，婚後多稱艾王忠椒。[4]
- 王忠恩

## 家族特色
王華湘家族中之各種特色：

### 與香港娛樂圈關係
王華湘的長孫王賢誌曾在香港多個電視台任藝員，在無綫電視的時間最長。
此家族與藝人鄭嘉穎及向海嵐的家族均有姻親關係。
王華湘的孫女張王賢慧丈夫張瑞燊，是藝人周汶錡、周麗淇的表兄弟。

### 參與公益活動
王華湘生前積極慈善，家族的第二代及第三代亦有多人歷任慈善機構的主席、總理。
慈善機構轄下有多所學校，還有育嬰院、老人院舍、醫療設施以王華湘家族成員命名，如仁濟醫院王華湘中學、東華三院王余家潔紀念小學、東華三院王胡麗明幼稚園、仁濟醫院艾王忠椒育嬰園、廣華醫院王華湘紀念腎科中心、香港耆康老人福利會沙田王華湘夫人老人宿舍等。

### 自由發展
早年此家族的第二代與第三代嫡子之間表明不重視家族生意的繼承，王忠桐之子王賢誌及王忠秣之子王賢訊都另行發展自己的事業，不參與家族生意營運，但王賢誌及王賢訊後來還是加入了家族企業。王忠桐對於王氏港建的接班人取態，歷來有多種說法，如女婿張瑞燊、公司內部選拔，到2019年提及由兒子王賢誌接班的部署。

### 參與賽馬運動
家族第二代的王忠桐、王忠秣與王呂珍娣及第三代的王賢敏、王賢訊、王賢誌、張王賢慧均為馬會會員，王忠秣一系名下賽駒取名都以「安」字在首，始於王忠秣從其他馬主手上購入的第一匹馬安培，賽馬圈中統稱為「安」系，王忠桐一系名下馬匹取名則多以「大將」在首。
- 王忠秣於1984年開始養馬，2008年時名下曾經擁有的賽駒達20匹[35]，2023年已逾30匹（包括個人或合購），他的養馬策略是分散與不同練馬師合作[36]。子女購馬的馬匹亦有由他所挑選[37][38]。王忠秣與王呂珍娣育有以安字為首的賽駒包括：安都、安可、安培、安勝、安擁、安帥、安頌、安賦、安喜、安銳、安畋、安驊、-{安采}、安驪、L107-等，還有與王賢信共同擁有的安荃、與王賢敏及王賢信共同擁有安圖等。[36][39][40][41][18]當中安畋曾參加國際賽事。[35]
  - 王賢敏曾經育有的賽駒逾十匹，包括安競、安穩、安賞、安友、安騏、安承、安騁、安熠、安勵等[38][42][43][44][18]，當中安騏2019年曾以破沙田馬場1400米最快紀錄贏得樂聲盃。[45]
  - 王賢訊曾經育有的賽駒包括安瑪、安甲、安闖、安遇、安進等[22][23][37][43]，當中安遇2023年曾贏得婦女銀袋賽。[46]
- 王忠桐曾經育有的賽駒包括大將雄心、大將風魔等 ，還有與王賢誌共同擁有的大將風雲、大將風勝，與張王賢慧共同擁有的大將風範，全家以團體名義共同擁有的大將風馳[33][47][48]，未有以「大將」命名的有大統帥、山中王。
  - 王賢誌曾經育有的賽駒包括大將風騷、大將風雷等，還有東華三院團體馬普仁。[33][24]
  - 張王賢慧與丈夫張瑞燊曾經育有的賽駒包括大將風鑽、大將風彩。

## 外部連結
- 王氏國際(股票編號:0099)
- 王氏港建(股票編號:0532) （页面存档备份，存于）
- WKKINTL (HOLD)(0532) - 公告及復牌 (02)[永久]
- 東華三院2007/2008總理 張王賢慧
- 图片：王贤志、王贤德，郑嘉颖、向海岚
- 王忠桐上市王國告終[永久]
- 香港馬會 （页面存档备份，存于）